# Gorgonops torvus
A Gorgonops torvus az emlősszerűek (Synapsida) osztályának a Therapsida rendjébe, ezen belül a Gorgonopsidae családjába tartozó faj.

## Tudnivalók
A Gorgonops torvus nemének a típusfaja. 1876-os holotípusa az első leírt Therapsida volt. Az első példány, egy hiányos, lapított koponyából áll. A koponyát, a Dél-afrikai Köztársaság területén levő Mildenhallsnál találták, amely Fort Beaufort közelében van. Azóta, több példányt is találtak, a Tropidostoma és/vagy Cistecephalus rétegekben. E rétegek a környékhez tartóznak. A Gorgonops torvus egy középnagyságú therapsida volt, körülbelül 20 centiméteres koponyával. Az állatot megkülönbözteti a többi nembéli társától, a hosszabb orra és más eltérések a koponyacsonton.